# Hagelkruis Vethuizen

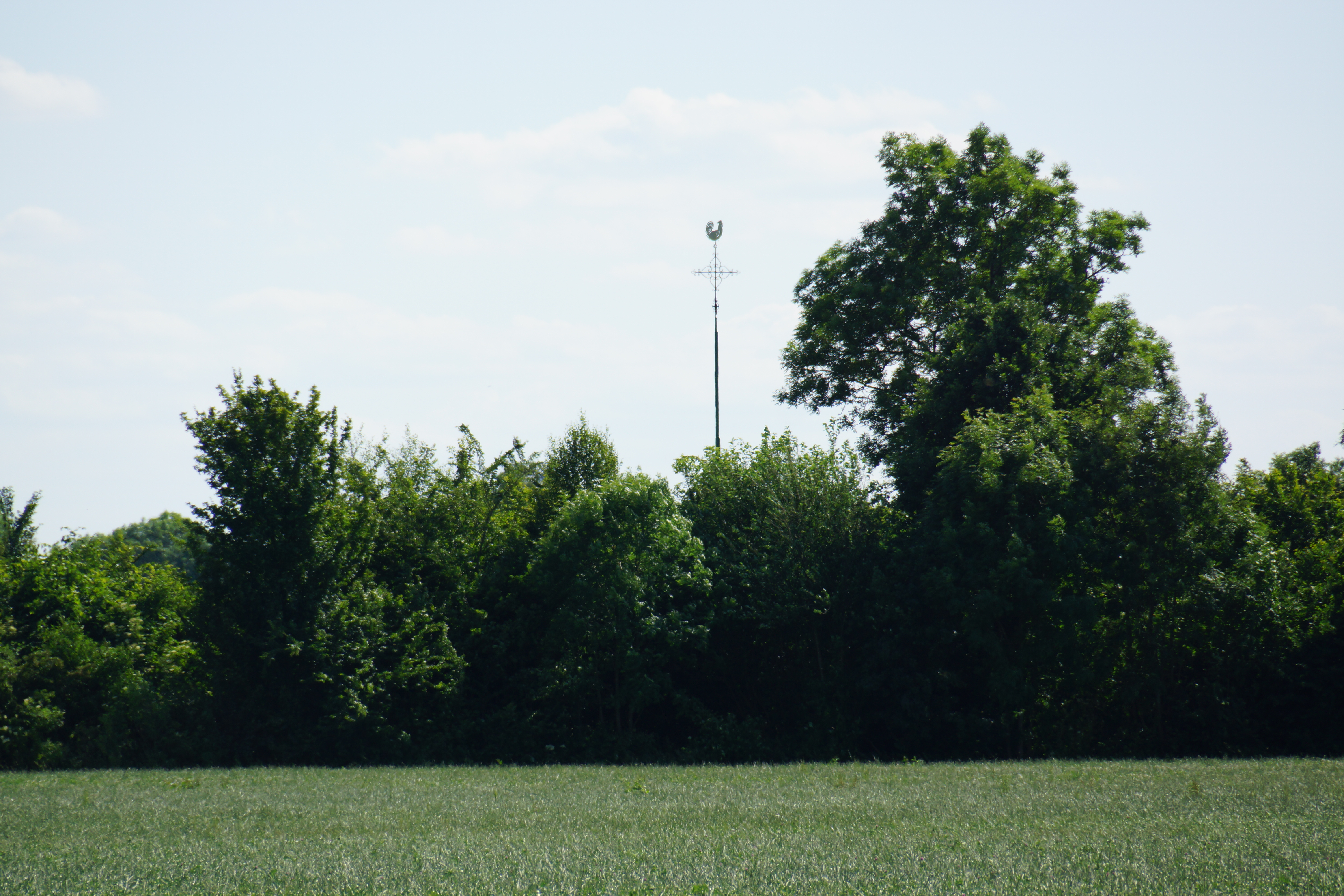
Hagelkruis Vethuizen 2015

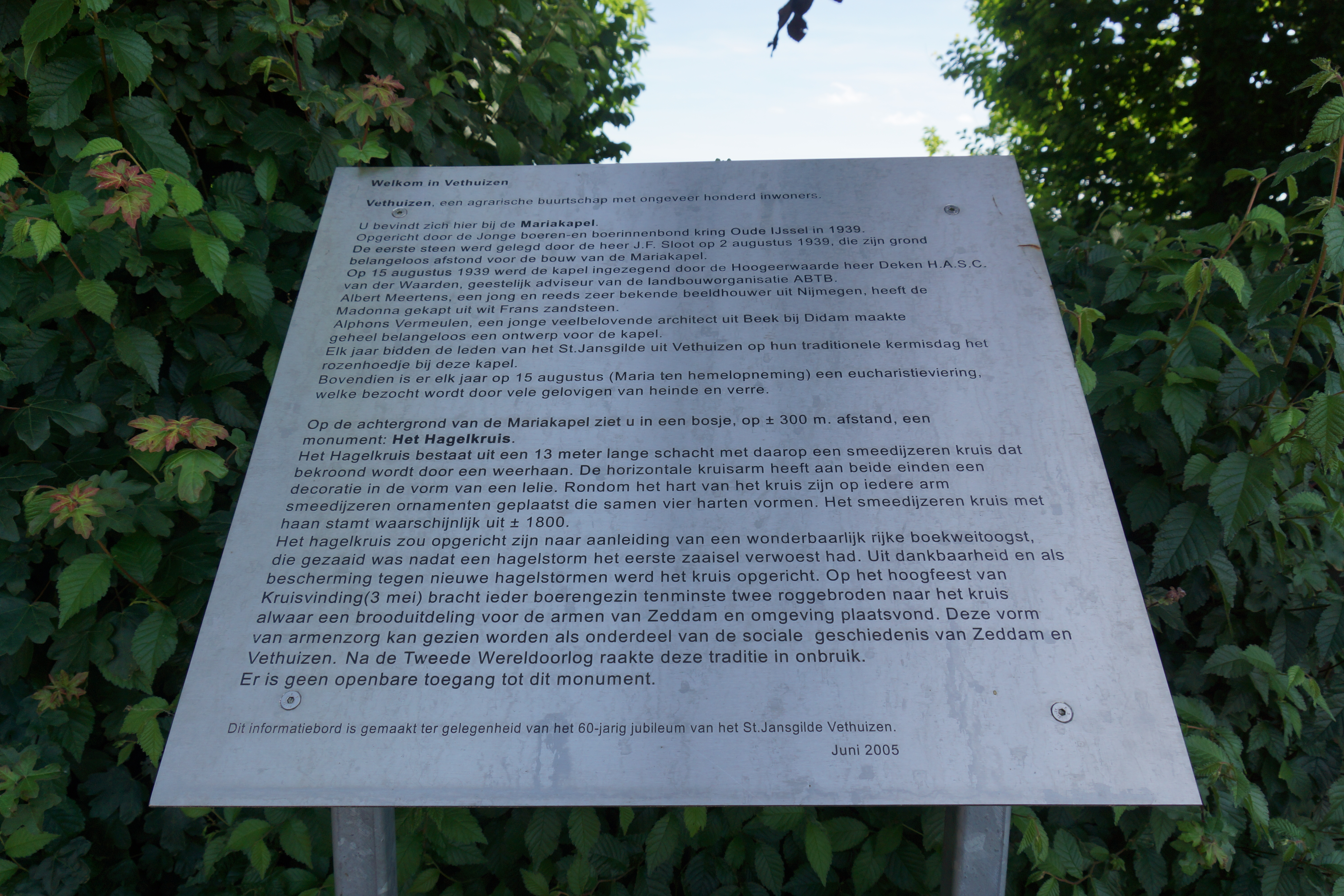
Hagelkruis Vethuizen infobord

Het Hagelkruis van Vethuizen is een hagelkruis dat opgesteld is in de velden ten zuiden van buurtschap Vethuizen, ten noordwesten van Klein-Azewijn en ten oosten van Zeddam in de gemeente Montferland in de Nederlandse provincie Gelderland. Het kruis staat achter een boerderij die gelegen is op Dijkhuizerstraat 6. Op ongeveer 500 meter oostelijker ligt de Langeboomsestraat.
Het hagelkruis is een gemeentelijk monument.

## Beschrijving
Het Hagelkruis van Vethuizen is een metershoge voorheen houten staak, tegenwoordig metalen mast. Op de top van de mast is een kruis bevestigd met daarop een haan.

## Geschiedenis
Toen er in een jaar een hagelstorm het eerste zaaisel had verwoest en later in het jaar een wonderbaarlijk rijke boekweitoogst binnengehaald werd, werd er alhier een hagelkruis geplaatst uit dankbaarheid en om bescherming te bieden tegen nieuwe hagelstormen.
In 1656 werd in de verpondingslijsten van Klein-Azewijn een perceel aangeduid met de benaming een stuck aent Aswijner kruis, wat waarschijnlijk wijst op het Hagelkruis van Vethuizen.
In 1812 bestond het hagelkruis reeds.
In de tijd dat het hagelkruis zich hier bevond, is de schacht twee keer vernieuwd. De tweede keer vond plaats in 1985 en men gebruikte toen een oude lantaarnpaal met een lengte van 13 meter. Deze werd toen door burgemeester Jeuken onthuld.
Op 3 mei werden er bij het hagelkruis broden uitgedeeld.
In 2004 is het kruis opgenomen in het gemeentelijke monumentenregister.